# Alto Paraná
Alto Paraná é um município brasileiro do estado do Paraná. Sua população, conforme estimativas do IBGE de 2021, era de 14 945 habitantes.

## Etimologia
Denominação dada pela Imobiliária Ypiranga, de Boralli & Held, que fundou o município. Alto é a designação da posição geográfica do município em relação ao estado e Paraná da língua Tupi "Para-nã"...: rio grande como o mar.

## História
As primeiras movimentações com intenção de colonização ocorridas na região de Alto Paraná, tiveram início em agosto de 1949, neste período a imobiliária Ypiranga, de Boralli & Held, adquiriu da Companhia de Terras Norte do Paraná a quantia de cento e cinquenta mil alqueires de terras, traçando o perfil da futura cidade.
Em meados de 1949, nada menos que quatrocentas famílias iniciaram plantações agrícolas nos arredores do núcleo urbano. A empresa Boralli e Held promoveu verdadeiro frenesi, pois conduziu, somente no primeiro ano, pelo menos dez mil pessoas à região, para isto manteve um sistema de trabalho próprio, facilitando a aquisição de terras e lotes urbanos na cidade em ascensão.
Data desta época inicial a instalação da primeira serraria em Alto Paraná, onde a demanda de madeira beneficiada era muito grande, pois dezenas, centenas de casas eram erguidas em tempo recorde. Um ponto altamente positivo foi eficiência da iniciativa particular na administração da venda de terrenos, e outro fator foi a subdivisão em pequenos lotes, uma espécie de reforma agrária institucionalizada, que aliada à grande fertilidade do solo garantiram o sucesso de empreendimento.
Pela lei estadual nº 613, de 27 de janeiro de 1951, o povoado foi elevado à categoria de distrito do município de Nova Esperança.
Emancipou-se politicamente de Nova Esperança em 19 de agosto de 1953, através da Lei estadual nº 1.190, cuja instalação ocorreu em 5 de maio de 1954. O primeiro prefeito municipal eleito foi o sr. Agostinho A. Stefanello, e compunham a legislatura instalada em 1955 os seguintes vereadores. Agenor Nocetti, Reginaldo Mafra, Augusto Pereira Ayres, José Leonardo Freiberger, José dos Santos, Eugenio Mazon, Valdevino Tavares, Vitor Fontana e Domingos Beraldi.

## Geografia
Alto Paraná abriga a sede da comarca, da qual fazem parte os municípios de São João do Caiuá e Santo Antonio do Caiuá, possui dois distritos, Maristela (criado pela Lei nº 37 de 14 de dezembro de 1956) e Santa Maria (criado pela Lei Nº 77 de 3 de abril de 1958), e está situado na região Noroeste do Paraná.
Suas terras fazem parte do polígono denominado Arenito Caiuá, terra arenosa e fértil que era coberta por matas que abrigavam madeiras de lei. Estas terras foram cedidas pelo governo a um grupo de ingleses, que colonizaram a região norte do Paraná: o chamado Norte Novo. Sua sucessora, a Cia de Melhoramentos Norte do Paraná, implantou na região uma verdadeira reforma agrária que revolucionou socialmente todo o norte do Paraná, dando suporte a uma civilização nova e florescente, cujos frutos fizeram do Paraná, na época, o segundo produtor nacional de grãos e o primeiro produtor de café.
Alto Paraná situa-se neste contexto com Sumaré, antigo distrito do município, a última fronteira das terras da Cia de Melhoramentos, com as terras devolutas do estado, que têm Paranavaí, antiga Fazenda Brasileira, como início de outra colonização se estendendo até as barrancas do Rio Paraná, Ivaí e Piquirí com o surgimento de Loanda, Santa Izabel, Terra Rica, Rondon, Porto Rico, Guairaça, Nova Londrina, Paraíso do Norte, Tamboara e dezenas de outras pequenas cidades.
A principal rodovia de acesso ao município é a BR-376 (Rodovia do Café), no sentido capital-interior é antecedido pelo município de Nova Esperança (11 km) e sucedido pelo município de Paranavaí (19 km).